# Полонијато (Тревизо)
Полонијато је насеље у Италији у округу Тревизо, региону Венето.
Према процени из 2011. у насељу је живело 65 становника. Насеље се налази на надморској висини од 139 м.